# Old School Training
Old School Training llamado en Hispanoamérica Entrenamiento a la Antigua, es el episodio piloto de la serie animada Jake Long: El dragón occidental.

## Sinopsis
Jake, un chico con una doble vida de dragón, está enamorado de una adolescente de su edad llamada Rose, pero siempre está mal ya que está harto de que su abuelo lo entrene con ejercicios que, además de desagradables son, aparentemente, inservibles pero luego de una pelea contra la cazadora en el techo del edificio de la tienda del abuelo descubre que todos esos entrenamientos le servían para defenderse de los cazadores y de la cazadora que, aunque no lo sepa Jake, es Rose.
- Datos: Q11023514